# Raimonda
Raimonda is een plaats (freguesia) in de Portugese gemeente Paços de Ferreira en telt 2518 inwoners (2001).